# Olaf Fønss

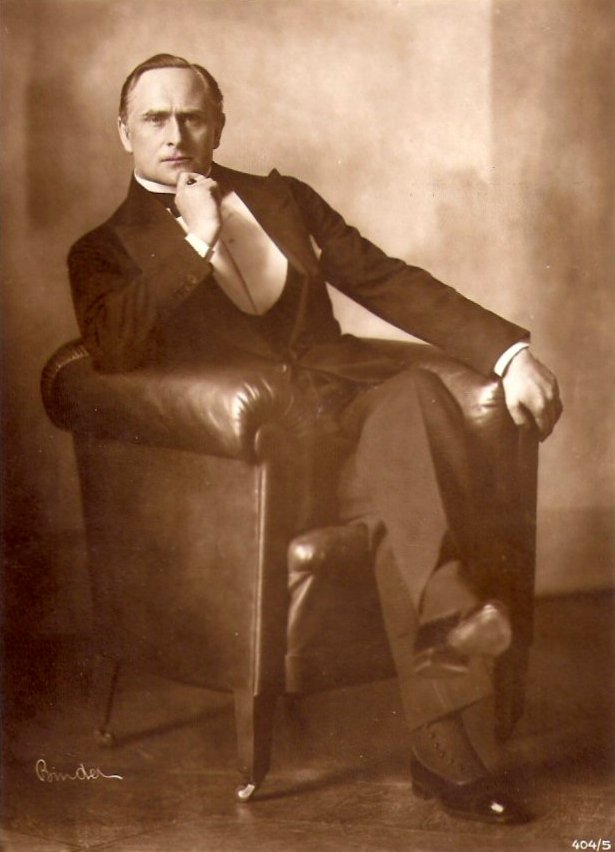
Olaf Fønss hacia 1922

Olaf Fønss (17 de octubre de 1882 – 3 de noviembre de 1949) fue un actor, director, productor y censor cinematográfico de nacionalidad danesa, una de las más importantes estrellas del cine mudo de su país. Era hermano mayor de Johannes y Aage Fønss.

## Biografía
Su nombre completo era Olaf Holger Axel Fønss, y nació en Aarhus, Dinamarca, siendo sus padres el director de escuela y organista Vilhelm Lars Clemens Fønss y Henriette Volffine Mathea Zimmermann.
Fønss debutó como actor teatral en 1903 en el Dagmarteatret de Copenhague. Tras unos años en ese teatro, pasó un breve tiempo en el Kasino de Aarhus, y después en el Betty Nansen Teatret. Su última actuación teatral llegó en 1932 en el Folketeatret.
No fue un actor teatral de éxito, pero sí consiguió fama gracias al cine, donde se inició en 1912. Sin embargo, su gran oportunidad llegó con la película de 1913 Atlantis, producida por Nordisk Film, gracias a la cual se hizo popular, sobre todo en Alemania. Su papel en la serie de películas alemanas Homunculus también obtuvo un gran éxito. En sus últimos años se involucró en política, dirigiendo dos cintas para los Socialdemócratas. Además, fue presidente del sindicato de actores Dansk Skuespillerforbund entre 1933 y 1947, y trabajó catorce años como censor para Statens Filmcensur.
Como escritor, publicó entre 1928 y 1949 una novela, una colección de poemas, y varios libros de teatro con recuerdos y entrevistas, así como el volumen Filmserindringer gennem 20 Aar en 1930, y los recuerdos de su carrera cinematográfica alemana Krig, Sult og Film (Filmserindringer gennem 20 Aar. II Bind), que se lanzó en 1932.
Olaf Fønss falleció en Frederiksberg, Dinamarca, en el año 1949.Fue enterrado en el Cementerio de Vestre. Había estado casado con Thilda Elisabeth Lilja Johnsen y con Else Dorthea Bast.

## Filmografía

### Actor
- 1932 : Vask, videnskab og velvære
- 1929 : Die Seltsame Vergangenheit der Thea Carter
- 1929 : Ich lebe für Dich
- 1926 : Die Waise von Lowood
- 1926 : Spitzen
- 1926 : Vajsenhusbarn
- 1925 : Fra Piazza del Popolo
- 1923 : Das Unbekannte Morgen
- 1921 : Das Indische Grabmal: Die Sendung des Yoghi
- 1921 : Ehrenschuld
- 1921 : Der Gang in die Nacht
- 1921 : Elskovs Magt
- 1921 : Hendes Fortid
- 1921 : Das Indische Grabmal: Der Tiger von Eschnapur
- 1921 : Munkens Fristelser
- 1919 : Bajadser
- 1918 : Præsten fra Havet
- 1918 : Dommens Dag
- 1918 : Du skal ære -
- 1918 : Hævneren
- 1918 : Lægen
- 1918 : Fangen fra Erie Country Tugthus
- 1917 : Gengældelsens Ret
- 1916 : Homunculus
- 1916 : Selskabsdamen
- 1916 : Verdens undergang
- 1916 : Gentlemansekretæren
- 1916 : Syndens datter
- 1916 : Hendes Ungdomsforelskelse
- 1916 : Homunculus, 3. Teil – Die Liebestragödie des Homunculus
- 1916 : Homunculus, 4. Teil – Die Rache des Homunculus
- 1916 : Homunculus, 5. Teil – Die Vernichtung der Menschheit
- 1916 : Homunculus, 6. Teil – Das Ende des Homunculus
- 1915 : Cowboymillionæren
- 1915 : Lille Teddy
- 1915 : Den hvide Rytterske
- 1914 : Ned med Vaabnene!
- 1914 : Af Elskovs Naade
- 1914 : En stærkere Magt
- 1913 : Atlantis
- 1913 : Under Mindernes Træ
- 1912 : Zigeunerorkestret
- 1912 : Bryggerens Datter
- 1912 : Dødsridtet

### Director
- 1919 : Hævneren
- 1920 : Samvittighedskvaler
- 1923 : B.T.'s amatørfilm
- 1930 : Den store Dag
- 1932 : Under den gamle fane